# Pazifik-Boas
Die Pazifik-Boas (Candoia) sind eine Gattung der Boaartigen, die mit fünf Arten Inseln im Südpazifischen Ozean, von Sulawesi über Papua-Neuguinea, und Melanesien bis Samoa und den Palauinseln besiedelt. Diese kommen gebietsweise sympatrisch, d. h. zusammen im gleichen Gebiet, oder zusammen mit einigen Python-Arten vor. In solchen Fällen nehmen die verschiedenen Arten jeweils unterschiedliche ökologische Nischen ein.

## Merkmale
Pazifik-Boas sind kleine bis mittelgroße Riesenschlangen mit Körperlängen von 60 cm bis etwa einem Meter, bei der Pazifik-Baumboa gelegentlich auch fast zwei Meter. Sie weisen gekielte Schuppen und ein abgewinkeltes Rostralschild auf, was die Schnauze bei seitlicher Ansicht stark zugespitzt erscheinen lässt. Der Kopf ist dreieckig und deutlich vom Hals abgesetzt. Die Männchen weisen verlängerte Aftersporne auf. Sämtliche Arten sind wie alle Boas mit Ausnahme des Erdpythons lebendgebärend.

## Systematik
Die Gattung Candoia wurde 1842 durch den britischen Zoologen John Edward Gray beschrieben. Bis vor kurzem wurde sie der Unterfamilie der Boaschlangen (Boinae) zugeordnet, 2013 aber durch Robert Alexander Pyron und Kollegen in die neu aufgestellte Unterfamilie Candoiinae gestellt, da sie einer molekulargenetischen Analyse zufolge die Schwestergruppe einer Klade von Boaschlangen (Boinae) und Sandboas (Erycidae) ist.

## Arten
Es sind fünf Arten der Gattung Candoia bekannt:
- Neuguinea-Boa (Candoia aspera (Günther, 1877))
- Pazifik-Baumboa (Candoia bibroni (Duméril & Bibron, 1844))
- Pazifikboa (Candoia carinata (Schneider, 1801))
- Candoia paulsoni (Stull, 1956)
- Candoia superciliosa (Günther, 1863)

Alle Arten der Pazifik-Boas sind in den Anhang II des Washingtoner Artenschutzabkommens aufgenommen. Das heißt, dass der Im- und Export von Tieren genehmigt werden muss. Ferner müssen Tiere, die sich in privater Haltung befinden, bei der zuständigen Behörde (Gemeinde und Untere Naturschutzbehörde) angemeldet sein.